# 菲爾德卡松斯山
46°52′45″N 9°16′0″E / 46.87917°N 9.26667°E

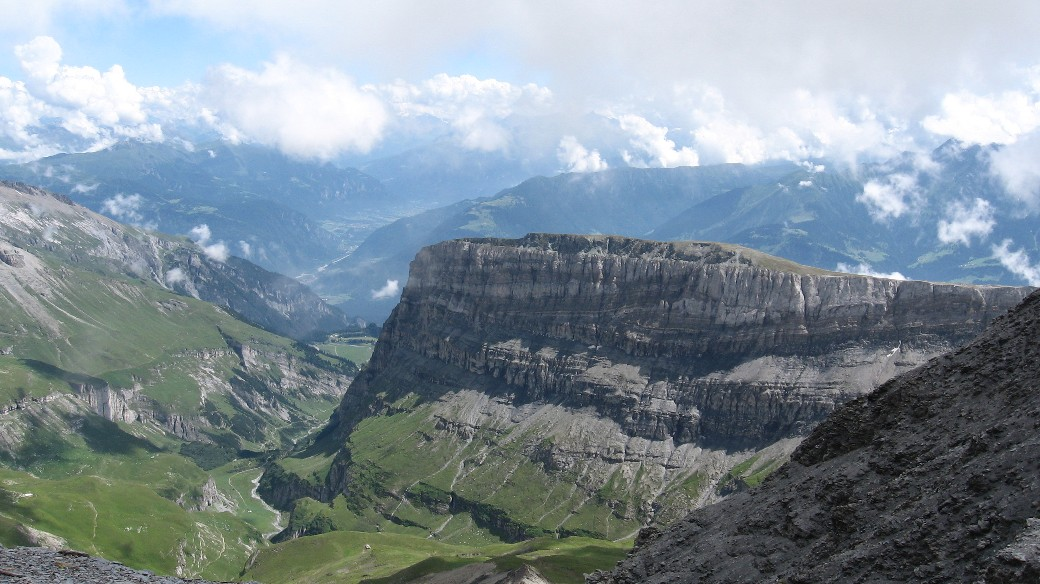

菲爾德卡松斯山（Fil de Cassons），是瑞士的山峰，位於該國東南部，由格勞賓登州負責管轄，屬於格拉魯斯山的一部分，距離多爾夫峰2.2公里，海拔高度2,694米。